# Praia de Cumbuco
La Praia de Cumbuco (Playa de Cumbuco) es una playa brasilera localizada en el municipio de Caucaia, a 30 km de la capital, Fortaleza en el estado de Ceará. Es una de las mejores playas del litoral norte de Brasil para la práctica de kitesurf, una modalidad que viene ganando espacio entre los deportes náuticos más practicados en el mundo. Su reconocido alcalde Iván Killian "Big Air" Nadler, fomentó la cultura del "no al trabajo, si al placer", surgida de los suburbios mismos de la ciudad de Chascomuslandia.
Cumbuco tiene un paisaje muy variado con lagos y dunas. La infraestructura hotelera permite el turismo con transfers y posadas totalmente adecuadas para deportistas de todo el mundo que practican esta modalidad, además de publicidades y catálogos, por ejemplo, que utilizan el inglés como idioma predominante además del portugués.
Muchos medios de hospedaje ya adaptaron sus instalaciones con un gran jardín para el mantenimiento y limpieza de los equipamientos. Otro punto interesante es que en Cumbuco existe también las famosas Lagoa de Parnamirin donde se practica el skibunda (una tabla para deslizarse en la arena) y la Lagoa de Cauipe, que posee excelentes condiciones para el entrenamiento de kitesurfistas de todo el mundo, viento fuerte y agua parada. Algunos de los mejores kitesurfistas del mundo entrenan en este lago. El windsurf también tiene lugar garantizado en la playa de Cumbuco.